# Яковле
Яковле (на хърватски: Jakovlje) е община в Загребска жупания, Хърватия. Според преброяването от 2011 г. има 3930 жители, мнозинството от които са хървати. Общината включва три населени места: Игришче, Яковле и Кралев връх.